# شاكر مفتاح
شاكر مفتاح (بالفرنسية: Chaker Meftah)‏، هو مدرب تونسي من مواليد 29 سبتمبر 1957 بمدينة زغوان.

## روابط خارجية
- شاكر مفتاح على موقع قاعدة بيانات كرة القدم.إي يو (الإنجليزية)
- شاكر مفتاح على موقع عالم كرة القدم.نت (الإنجليزية)